# Абри
Абри (грч. Αβροι) били су илирско племе са севера данашње Албаније. Били су познати по припремању медовине, вино од меда, па су их Грци обично по томе познавали. Били су блиски са Таулантима и касније су се у потпуности хеленизирали.